# Francesca Boscarelli
Francesca Boscarelli (n. 27 mai 1985, Benevento, Italia) este o scrimeră italiană specializată pe spadă. A fost campioană europeană pe echipe în 2007. La individual, a câștigat Grand Prix-ul de la Rio de Janeiro în sezonul 2014-2015, ajungând pe locul 19 la clasamentul mondial, cel mai bun din carieră, la sfârșitul sezonului.

## Legături externe
- Prezentare la Federația Italiană de Scrimă
- Profile[nefuncțională]
 la Confederația Europeană de Scrimă